# Cadillac WTF
La Cadillac WTF, pour World Thorium Fuel, est un concept car à propulsion nucléaire utilisant du thorium, réalisé par Cadillac et dessiné par Loren Kulesus à l'occasion des cent ans de cette marque.
Elle est censée pouvoir être utilisée pendant un siècle sans remplacement de son carburant, et ne nécessiter pour tout entretien qu'un ajustement des roues tous les 5 ans. L'ensemble du système de propulsion est redondant, permettant ainsi de réduire les risques en cas de panne : il n'y a ainsi pas moins de 24 roues, réparties en quatre groupes de six, et chacune dotées d'un moteur à induction assurant la propulsion.